# خولة بنت القعقاع
خولة بنت القعقاع بن معبد بن زُرَارة بن عُدَس الدارمية التميمية هي ابنة الصحابي القعقاع بن معبد التميمي وزوجة الصحابي طلحة بن عبيد الله أحد العشرة المبشرين بالجنة وولدت له ابنه موسى، ولما توفي عنها تزوجها الصحابي أبو جهم بن حذيفة قال البلاذري: «خولة بنت القعقاع كَانَتْ عند طَلْحَة بْن عُبَيْد اللَّه، فهلك عَنْهَا فتزوجها أَبُو جهم بْن حُذيفة العدوي».

## نسبها
- هي خولة بنت القعقاع بن معبد بن زرارة بن عدس بن زيد بن عبد الله بن دارم بن مالك بن حنظلة بن مالك بن زيد مناة بن تميم بن مر الدارمية الحنظلية التميمية.
- أبوها الصحابي القعقاع بن معبد بن زرارة بن عدس الدارمي التميمي وكان سيداً شريفاً كريماً يُقَال له تيار الفرات لكرمه وسخائه وهو أحد سادات العرب في الجاهلية والإسلام.[2]
- جدها معبد بن زرارة بن عدس الدارمي التميمي وكان سيداً شريفاً في الجاهلية.[3]
- جد أبيها زرارة بن عدس وكان من سادات العرب وأشرافهم المعدودين في الجاهلية.[4]

## زواجها
تزوجت زواجها الأول من الصحابي الجليل طلحة بن عبيد الله  وولدت له ابنه موسى بن طلحة بن عبيد الله قال البلاذري: «كان موسى من خيار ولد طَلْحَة وذوي القدر والنبل منهم، وتوفي فِي سنة ثلاث ومائة، ويقال فِي سنة أربع ومائة». ولما توفي طلحة بن عبيد الله تزوجها الصحابي أبو جهم بن حذيفة وولدت له محمد بن أبي الجهم ومريم.